# Jônatas
Jônatas Domingos, detto Jônatas (Fortaleza, 29 luglio 1982), è un ex calciatore brasiliano, di ruolo centrocampista.

## Carriera

### Club
Dal 2001 al 2002 ha giocato nelle giovanili del Flamengo, debuttando proprio nel 2002 in una partita del Campionato Carioca; nel 2003 si è guadagnato un posto stabile da titolare con 35 presenze in Sèrie A. Acquistato dall'Espanyol nell'agosto 2006, nel maggio del 2007 ha segnato un gol nei minuti di recupero durante la finale della Coppa UEFA 2006-2007; nonostante il suo gol avesse salvato la sua squadra, rimasta in dieci, dalla sconfitta ai tempi regolamentari, ha sbagliato il calcio di rigore decisivo, regalando così al Siviglia la seconda Coppa UEFA consecutiva.
Nel 2008 è tornato al Flamengo e poi al Botafogo con la formula del prestito. Dopo essere rimasto svincolato dall'Espanyol B, il 14 aprile 2011 torna in Brasile al Figueirense.

## Palmarès

### Club
- Coppa del Brasile: 1

Flamengo: 2006
- Campionato Carioca: 3

Flamengo: 2004, 2008, 2009
- Taça Guanabara: 2

Flamengo: 2004, 2008
- Taça Rio: 1

Flamengo: 2009